# Hafen Deggendorf
Das Güterverkehrszentrum (GVZ) Hafen Deggendorf ist heute ein Frachthafen im Deggendorfer Ortsteil Deggenau an der Donau. Seine Geschichte reicht zurück bis in die Antike.

## Lage
Der Hafen Deggendorfs nimmt eine Gesamtfläche von 55 Hektar ein. Er liegt zwischen Donau-km 2282,374 und 2283,870 links und besteht aus drei Teilabschnitten.
Er besitzt keine Hafenbecken, sondern ist als Lände ausgeführt.

## Geschichte
Bereits zur Bronzezeit, Hallstattzeit und Latènezeit war die Donau ein wichtiger Handelsweg und Ost-West-Verbindung zum Schwarzmeerraum hin. Zu keltischer Zeit war der Raum eine dicht besiedelte Gegend. Es wurde gerudert, gestakt, getreidelt und die Fischerei betrieben.
Spätestens zu römischer Zeit wurde auch gesegelt und Deggendorf lag auf der sogenannten Etappe, jeweils einen strengen Tagesmarsch von Regensburg (Villa Regio) und Passau (Castra Batava) entfernt. Als Hafen wurde damals die Mündung des Kollbaches genutzt, die sich früher etwa bei dem heutigen Uferplatz befand. Die Schifffahrt wurde durch alle Zeiten beibehalten und bis Ende des 19. Jahrhunderts auch die gewerbsmäßige Flößerei betrieben.
Die ältesten heute noch erhaltenen Hafenanlagen stammen aus dem Hochmittelalter. Das denkmalgeschützte ehemalige Schiffmeisterhaus, bei dem die Schiffer mit den Fuhrleuten beispielsweise Salz und Getreide umschlugen, datiert mindestens bis in das 14. Jahrhundert zurück und erhielt schon um 1590 sein heutiges Aussehen.
Ab 1846 bestand durch den Ludwig-Donau-Main-Kanal erstmals eine dauerhaft durchgängig schiffbare Verbindung von der Nordsee bis ins Schwarze Meer, was die Umschläge weiter anwachsen ließ.
Nach 1860, als die Bahnstrecke Plattling–Bayerisch Eisenstein eröffnet wurde, nahm die Bedeutung des Hafens als Umschlagsplatz merklich ab, da diese Bahnlinie den Hafen Deggendorf zunächst noch nicht mit erschloss. Erst in den 1870er Jahren entstand eine Stichstrecke dorthin.

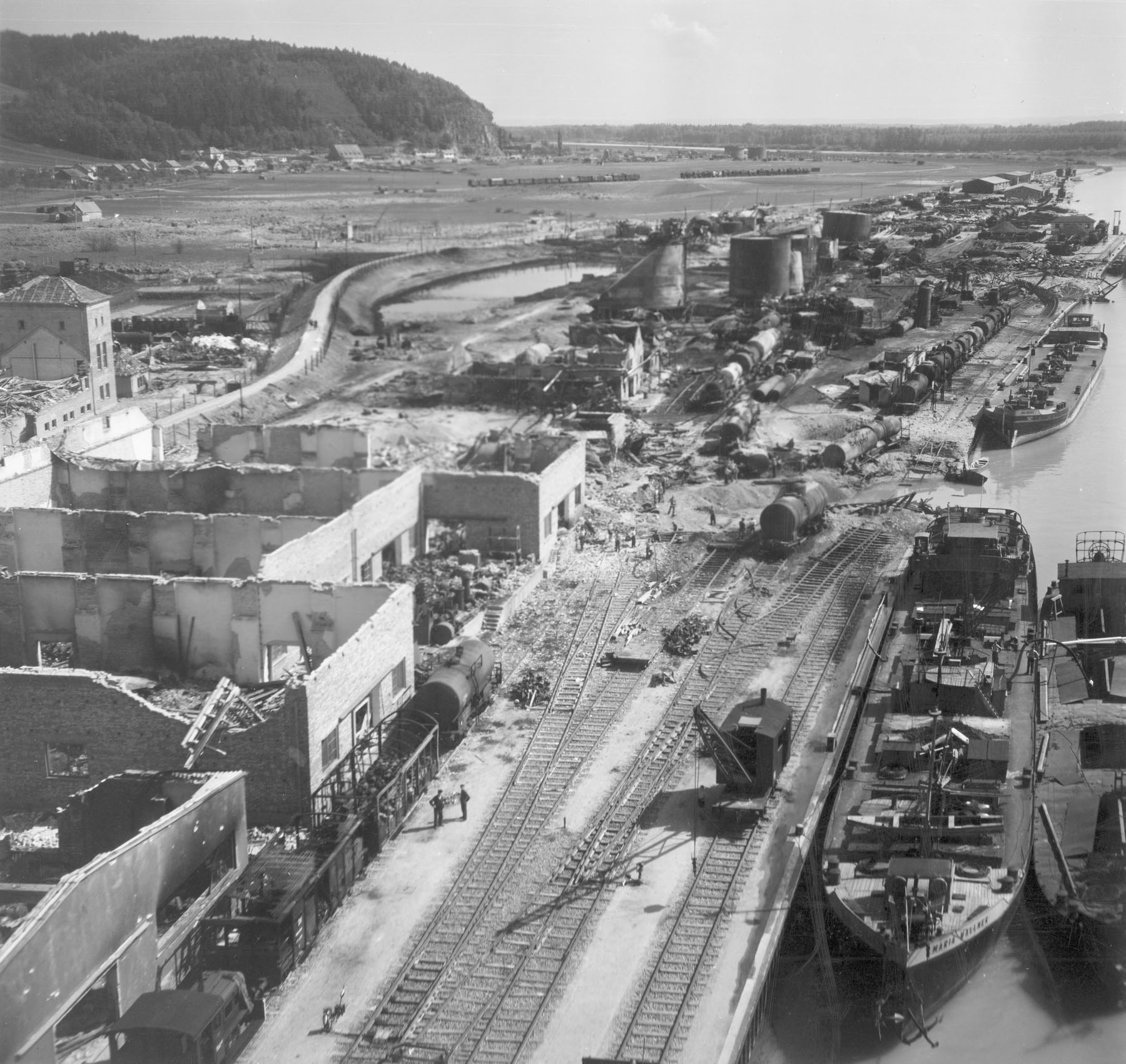
Hafen Deggendorf, etwa um 1948

Nach dem Ersten Weltkrieg wurden, etwas weiter westlich, an der Stelle des heutigen Werfthafens dauerhaft befestigte Kaianlagen gebaut. In den 1920er Jahren eröffnete die von Josef Wallner gegründete Bayerische Hafenbetriebs GmbH. Der Bahnanschluss war hergestellt und das Hafengebiet wurde im Laufe der Jahre durch weitere Ansiedlungen trotz der Weltwirtschaftskrise zusehends größer und bedeutender.
Nachdem zum Ende des Zweiten Weltkrieges, am 20. April 1945 das gesamte Hafengebiet durch einen Fliegerangriff zu 80 % zerstört wurde, widmete sich Wallner in den Nachkriegsjahren dem Wiederaufbau der Hafenanlagen.
Ab 1948 war der Hafen provisorisch wieder betriebsbereit und 1953 bezog das Wasserwirtschaftsamt Deggendorf das renovierte Schiffmeisterhaus als Flussmeisterstelle. Allerdings bestand durch die Auflassung des Ludwig-Donau-Main-Kanales in den 1960er Jahren zunächst keine schiffbare Verbindung mehr nach Norddeutschland hin.
Im Bauboom der 1960er und 1970er Jahre gelangten die Umschlagskapazitäten des altstadtnahen Stromhafens dann allmählich an ihre Grenzen. Spätestens mit dem Durchstich des Main-Donau-Kanales 1992 war die schiffbare Nord-Süd-Verbindung wiederhergestellt, und der Hafen platze aus allen Nähten.
Es wurden die neuen Anlagen in Deggenau geplant und im Folgejahrzehnt auch verwirklicht.
Zehn Jahre später feierte man 2002 in Deggendorf die Eröffnung des (nach Duisburg) zweiten deutschen Freihafens. Im Mai 2016 wurde die Freizone wieder aufgegeben.

## Beschreibung
Der Allgemeine Hafen wird vom Zweckverband Donau-Hafen Deggendorf betriebenen. Er umfasst 1,7 ha und liegt zwischen Donau-Kilometer 2283 - 2283,9. An Umschlagseinrichtungen sind dort vier Hafenkräne und eine Containerbrücke vorhanden.
Der von der Scharr KG/Sailer Mineralölhandel GmbH betriebene Ölhafen hat 14 Tanks, umfasst 2,5 ha und liegt zwischen Donau-Kilometer 2282,6 und 2283.
Der ebenfalls vom Zweckverband betriebene ehemalige Freihafen umfasst 70.000 m², hat zwei mobile Verladekräne und liegt zwischen Donau-Kilometer 2282,5 - 2282,6. Dieser Hafen war bis 30. April 2016 eine Freizone Kontrolltyp II. Mit Einführung des Zollkodex der Union am 1. Mai 2016 ist diese Eigenschaft bundesweit weggefallen.
Der Hafen betreibt ein eigenes Eisenbahnverkehrsunternehmen (EVU) mit drei Rangierlokomotiven und einem Gleisnetz das 5,2 km Gleisanlagen mit 16 Weichen umfasst.
Alle Teile des Hafens sind über die Bahnstrecke Deggendorf Hbf–Deggendorf Hafen an das Gleisnetz der Deutschen Bahn angeschlossen.
Es stehen im Hafenbereich noch ca. 70.000 m² für hafendienliche Ansiedlungen zur Verfügung.

## Freizeit- und Personenschifffahrt
Die Personenschifffahrt benutzt weiterhin den altstadtnahen, ehemaligen Werfthafen als Anlegestelle, da dieser ÖPNV-Anbindung hat.
Für Kleinfahrzeuge besteht eine gesonderte Einrichtung mit Landungssteg bei Donaukilometer 2288,6 links an der heutigen Mündung des mittlerweile in Deggendorf begradigten Kollbaches.

## Sonstiges
Ein bis 1973 im Deggendorfer Hafen betriebener Dampfkran befindet sich heute, als der einzige noch museal betriebsfähig erhaltene Deutschlands, im Deutschen Dampflok Museum.